# Sphaerodactylus vincenti
Sphaerodactylus vincenti este o specie de șopârle din genul Sphaerodactylus, familia Gekkonidae, descrisă de Boulenger 1891. A fost clasificată de IUCN ca specie cu risc scăzut.

## Subspecii
Această specie cuprinde următoarele subspecii:
- S. v. adamas
- S. v. diamesus
- S. v. festus
- S. v. josephinae
- S. v. monilifer
- S. v. pheristus
- S. v. psammius
- S. v. ronaldi
- S. v. vincenti

## Galerie

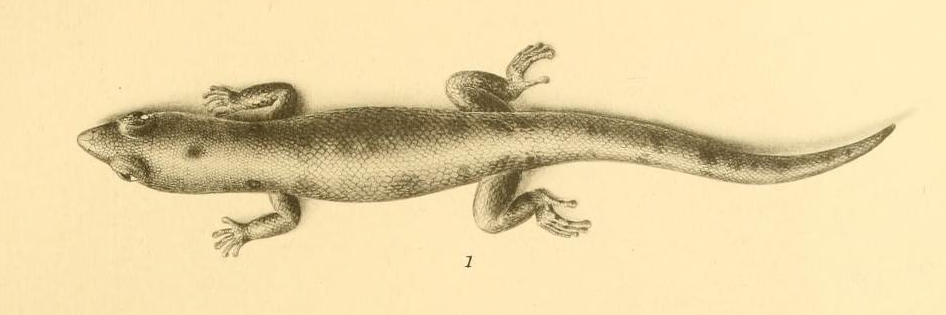
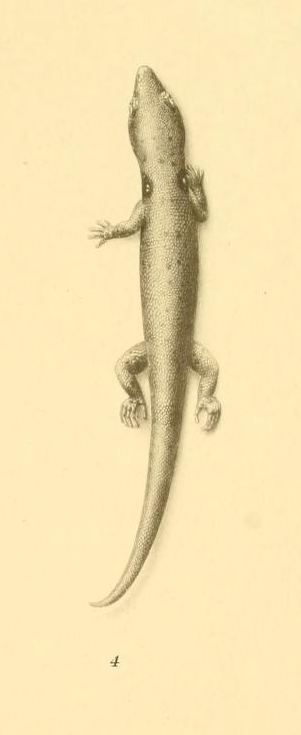